# 北澤育恵
北澤 育恵（きたざわ いくえ、1996年10月12日 - ）は、日本のカーリング選手。中部電力カーリング部所属。中部電力パワーグリッド佐久営業所勤務。ニックネームは「べーちゃん、べぇちゃん」（青森県のゆるキャラ「いくべぇ」が由来）。

## 経歴
長野県佐久市出身。中学生時代までは新体操選手で14歳からカーリングを始め、長野県臼田高等学校3年時に中部電力カーリング部に加入し、卒業後中部電力に入社。
高校時代には、後に中部電力でもチームメイトとなる中嶋星奈らと「軽井沢ファイヤーボンバー」チームで活動。2年時にはスキップとして日本選手権に出場し、2勝を挙げた。中部電力への加入後しばらくはセカンドを任されていたが、2017年シーズンにはサードを、2018年シーズンからはセカンドスキップの中嶋のバイスとしてフォースを担当した。2022年からはスキップを務めている。
2018年3月に行われた日本ミックスダブルスカーリング選手権大会ではSC軽井沢クラブに所属する平田洸介とペアを組み、準優勝を果たした。

## プレースタイル
- ソフトウェイトのショットも苦にせず、自身が得意と公言する「速いウェイトのショット」と、柔軟合わせ持ったハイブリッドな選手[2]。
- 中部電力では、前々スキップの松村千秋や前のスキップの中嶋が投げる際にはバイスのポジションも務め、戦術面で参謀の役割を果たしてきた[2]。

## 成績

### クラブチーム
- 中部カーリング選手権（優勝2回／2015年、2017年、準優勝／2016年）
- 日本カーリング選手権（優勝／2017年＆2019年[5]、3位／2018年＆2023年、6位／2015年）
- 世界女子カーリング選手権大会（4位／2019年[6]、7位／2022年[7]）

### その他
- 日本ミックスダブルスカーリング選手権大会（準優勝／2018年）

## チーム

### 4人制女子
| シーズン | フォース     | サード       | セカンド     | リード     | リザーブ   | 主な大会           |
| -------- | ------------ | ------------ | ------------ | ---------- | ---------- | ------------------ |
| 2011–12  | 土屋文乃     | 北澤育恵     | 鈴木結海     | 両川萌音   | 上野美優   | JJCC 2011          |
| 2012–13  | 土屋文乃     | 北澤育恵     | 中嶋星奈     | 両川萌音   | 上野美優   | JJCC 2012          |
| 2013–14  | 北澤育恵     | 土屋文乃     | 中嶋星奈     | 鈴木結海   | 鈴木みのり | JJCC 2013          |
| 2013–14  | 北澤育恵 (s) | 中嶋星奈     | 鈴木みのり   | 荻原詠理   | 谷本文子   | JCC 2014           |
| 2014–15  | 藤澤五月 (s) | 清水絵美     | 松村千秋     | 北澤育恵   | 石郷岡葉純 | JCC 2015           |
| 2015–16  | 清水絵美     | 松村千秋 (s) | 石郷岡葉純   | 北澤育恵   |            | KICC 2015          |
| 2016–17  | 松村千秋 (s) | 清水絵美     | 北澤育恵     | 石郷岡葉純 | 中嶋星奈   | JCC 2017           |
| 2017–18  | 松村千秋 (s) | 北澤育恵     | 中嶋星奈     | 石郷岡葉純 | 清水絵美   | JCC 2018           |
| 2018–19  | 北澤育恵     | 松村千秋     | 中嶋星奈 (s) | 石郷岡葉純 | 清水絵美   | JCC 2019,WWCC 2019 |
| 2019–20  | 北澤育恵     | 松村千秋     | 中嶋星奈 (s) | 石郷岡葉純 | 清水絵美   | PACC 2019          |
| 2020–21  | 北澤育恵     | 松村千秋     | 中嶋星奈 (s) | 石郷岡葉純 | 鈴木みのり | JCC 2021           |
| 2021–22  | 北澤育恵 (s) | 中嶋星奈     | 鈴木みのり   | 石郷岡葉純 | 松村千秋   | JCC 2022           |
| 2022–23  | 北澤育恵 (s) | 中嶋星奈     | 鈴木みのり   | 石郷岡葉純 | 松村千秋   | JCC 2023           |
| 2023–24  | 北澤育恵 (s) | 中嶋星奈     | 江並杏実     | 鈴木みのり | 石郷岡葉純 | JCC 2024           |
| 2024–25  | 北澤育恵 (s) | 中嶋星奈     | 江並杏実     | 鈴木みのり | 石郷岡葉純 | JCC 2025           |

(s)…スキップ